# Myrciaria pallida
Myrciaria pallida är en myrtenväxtart som beskrevs av Otto Karl Berg. Myrciaria pallida ingår i släktet Myrciaria och familjen myrtenväxter. Inga underarter finns listade i Catalogue of Life.